# Forces spéciales marocaines

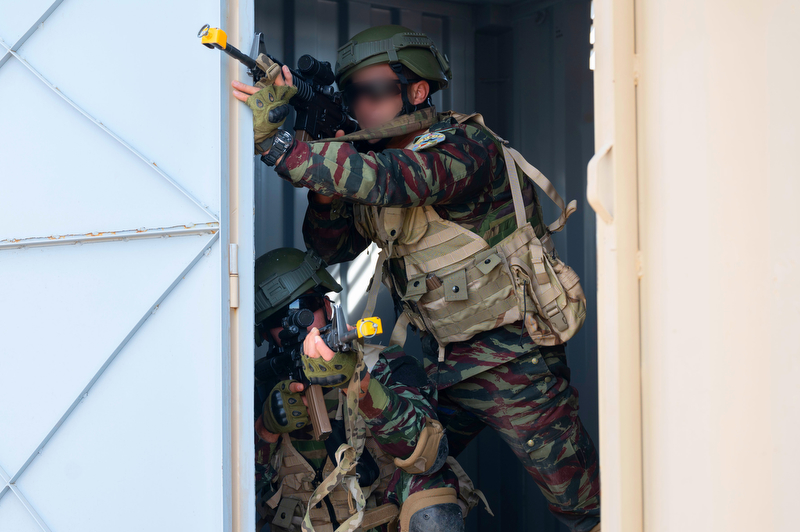
Zwei Soldaten der FSM bei einem Training

Als Forces spéciales marocaines oder kurz FSM (arabisch القوات الخاصة المغربية, DMG al-Quwwāt al-ḫāṣṣa al-maġribiyya) werden Elite- und Spezialeinheiten der Streitkräfte Marokkos zusammengefasst. Die Einheiten werden auch FAR SOF genannt.
Im Jahr 2022/2023 hatten FSM folgende Organisation:
- Armée royale du Maroc
  - zwei Fallschirmjägerbriaden mit Luftlandekommandos[3]
  - zwei Luftlandebataillone[3]
  - Altasjägerbataillone (Gebirgsjäger)[2]
  - vier Kommandoeinheiten[3]
  - Motorisierte Taktische Einheiten in der Sahara[2][3]
  - 19 leichte Schnellinterventionsbataillone[3]
  - Brigade légère de sécurité, Motorisierte Infanteriebrigade[2]
- Marine Royale
  - Bataillone in Al Hoceima, Dakhla und Laâyoune[2]
  - Schwadron in Casablanca[2]
  - Drei Interventionsgruppen in Al Hoceima[2]
- Gendarmerie Royale
  - Groupe de sécurité et d’intervention de la Gendarmerie Royale (GSIGR)[2]
  - Fallschirmschwadron[2]
- Forces Royales Air
  - Unité de Fusiliers de Commandos de l’Air (FCA)[2]
- Garde Royale
  - eine Kommandogruppe[2]

Im Jahr 2019 hatte die FSM folgende Einheiten: Fallschirmjägerbrigaden, Kommandoeinheiten, Luftlandebrigaden, Altasjägerbataillone (Gebirgsjäger), eine Kommandogruppe der Garde Royale, die Brigade Légère de Sécurité (BLS), Groupement Tactique d’Intervention motorisé/mécanisé (GTI).
Zur Ausrüstung wird erwähnt, dass die Einheiten Colt M4 und Harris #FalconIII RF-7800V-HH Handheld VHF Tactical Radio erhalten haben.